# Ovatonde

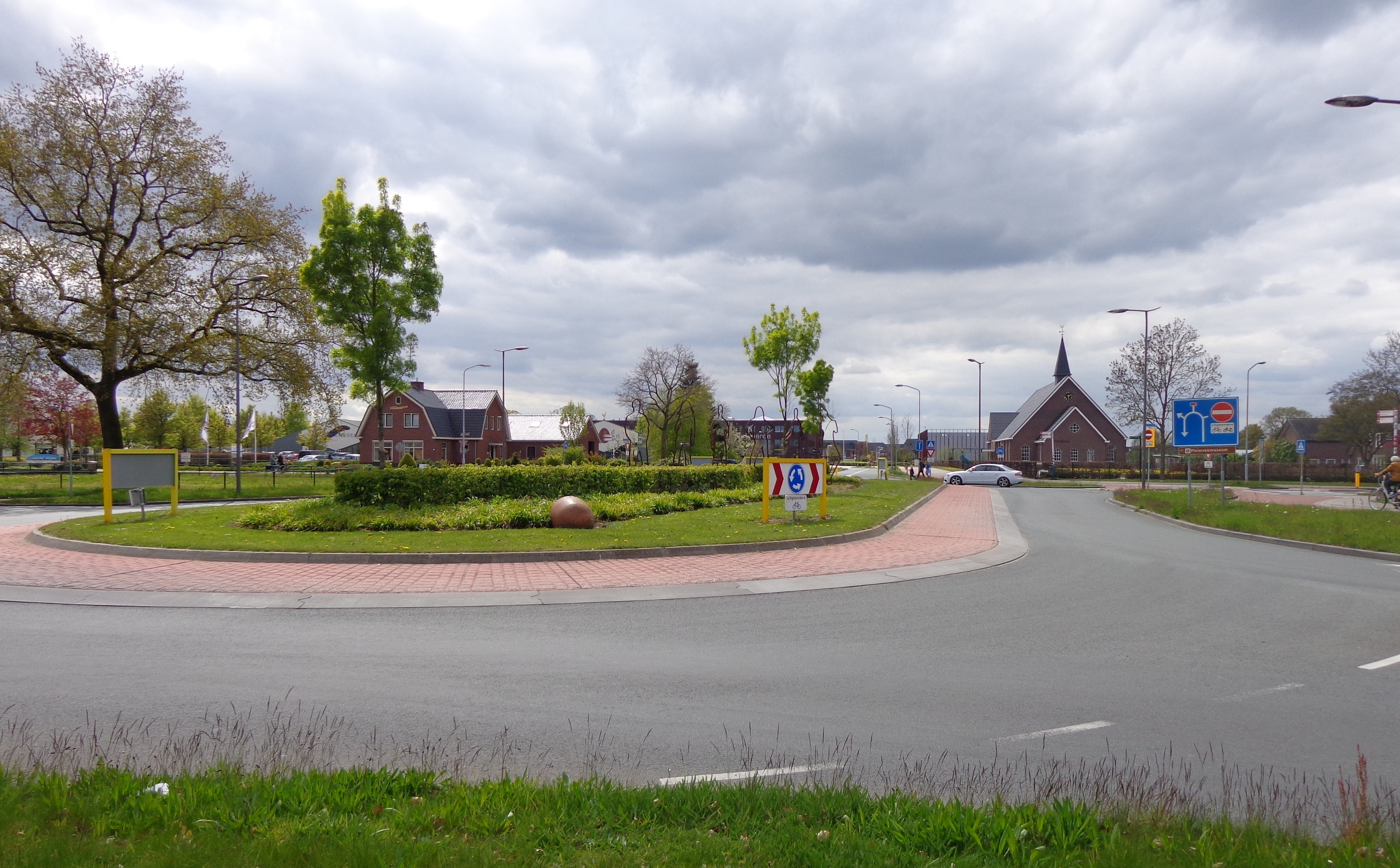
Ovatonde in Barneveld, genaamd Ovotonde

Een ovatonde of ovonde is een gelijkvloerse kruising in de vorm van een ovale rotonde. In België wordt het otonde of ovonde genoemd; in Nederland spreekt men van ovatonde, ovotonde of een ovonde. Soms is er sprake van een ongelijkvloerse kruising, waarbij de gescheiden rijbanen een afzonderlijke viaduct vormen of waar de gekruiste weg een viaduct is.
Een ovatonde wordt vooral toegepast op plaatsen waar belangrijke wegen elkaar net niet kunnen kruisen en waar een ronde rotonde een te groot oppervlak inneemt.
In Borne is een ovonde om ruimte te bieden voor het verkeer dat bij de overweg wacht. In Gent is er een ovonde aan de Sint-Annakerk.
Gevlochten haarlemmermeeraansluiting · Haarlemmermeeraansluiting · Halfklaverbladaansluiting · Rechts-in, rechts-uit-aansluiting · Hondenbot · Ov(at)onde · Single-point urban interchange · Verkeersplein
Berenkuil · Hondenbot · Magic Roundabout · Ov(at)onde · Stuiverknooppunt · Turborotonde · Verkeersplein